# Peter von Klaudy
Peter von Klaudy (* um 1942) ist ein ehemaliger deutscher Tischtennisspieler. Bei der Deutschen Meisterschaft 1962 besiegte er den neunmaligen deutschen Meister Conny Freundorfer.
Peter von Klaudy spielte beim Verein DJK Sportbund Stuttgart. Mit dessen Herrenmannschaft siegte er 1965 beim europäischen ETTU Cup, ein Jahr später wurde das Team hier Zweiter. 1961 und 1962 wurde er württembergischer Meister im Doppel mit Peter Grieb.
In den 1960er Jahren nahm er mehrmals an den nationalen deutschen Meisterschaften teil. Für Aufsehen sorgte er dabei bei der DM 1962, als er den bisherigen Seriensieger Conny Freundorfer, der zuvor neun Mal in Folge den Titel gewonnen hatte, entthronte. Freundorfer gewann danach keinen DM-Titel mehr, es begann die Ära Eberhard Schöler. Bei dieser DM 1962 zeigte sich von Klaudy in bestechender Form. Er setzte sich gegen so starke Spieler wie Hans Wilhelm Gäb, Herbert Marx und Peter Held durch und besiegte dann im Viertelfinale Conny Freundorfer mit 3:2 Sätzen. Insbesondere seine Schmetterbälle mit der Rückhand zeigten Wirkung. Im Halbfinale unterlag er schließlich Dieter Michalek, was zu Platz drei reichte. Im Doppelwettbewerb unterlag von Klaudy mit Heinz Harst den späteren Endspielteilnehmern Eberhard Schöler/Dieter Forster.
Ein Jahr später, bei der DM 1963, revanchierte sich Freundorfer und besiegte von Klaudy mit 3:2.
1963 heiratete Peter von Klaudy.